# 奥地利历史
奥地利歷史（德語：Geschichte Österreichs），指的是所有控制過如今奧地利版圖的部落、政權、家族及國家們的歷史，時間跨度非常之大，由早期石器時代跨至現代，奧地利領土範圍也因此在歷史上多次更迭。
奧地利之名“Ostarrîchi”源自於古高地德語，意為“帝國的東部地區”，從公元996年開始使用，因為當時的奧地利為巴伐利亚公国屬下的一個封臣。從1156年開始，奧地利開始成為神聖羅馬帝國內的一個獨立公國，經過幾代君主的努力，還獲得了比公爵要更高級的“奧地利大公”頭銜。 
1273年哈布斯堡家族開始入主奧地利，在之後500年的時間裡，這個家族對奧地利和整個德意志地區都有著強烈的影響，幾次與當時歐洲的各個大國交戰，並且經常兼任神聖羅馬帝國的皇帝。1806年，弗朗茨二世宣佈解散神聖羅馬帝國，奧地利大公國升級為了奧地利帝國，奧地利帝國在拿破崙戰爭結束後一直都是德意志邦聯的一部分和主席國，但是這個狀況在1866年的普奥战争中結束。奧地利於是在1867年與匈牙利聯合組建了一個二元君主制的國度“奧匈帝國”，但在參與了第一次世界大戰之後就解體。從此，奧地利的版圖就倒退回只講德語的地區，與奧地利創立之初的樣子高度重合，是為德意志-奧地利共和國。然而，因《凡爾賽條約》規定德奧不准合併，所以只得改名第一共和国（1919-1933）。
二戰前夕，出生於奧地利的希特勒透過選舉控制了納粹德國，使德奧合併成為現實，間接引發了第二次世界大戰。二戰後，奧地利被視為納粹政府的受害者，因此西方國家將它納入北約陣營，奧地利作為回應也放棄追求歐洲霸權，成為歐洲的永久中立國。從21世紀開始，奧地利在民主化運動下成功轉型為一個令人安享晚年的福利國家，其人均收入和國民幸福指數能和北歐國家不相上下。

## 早期
奧地利地域早在舊石器時代已經有先民居住.
值得一提的是，舊石器時代晚期（距今約二萬二千年至二萬四千年）的維倫多爾夫的維納斯（英語：VenusofWillendorf),是歐洲舊石器時代晚期的其中一項重要遺物.至於新石器時代，較為重要的考古發現是在義大利和奧地利边境上发现的冰人奥茨，冰人奧茨有着5300年以上的历史，但是他的种族尚有争议。另外，新石器時代在现今奥地利领土上定居的先民是伊利里亚人，他们是哈尔斯塔特文化的创造者。

### 凱爾特人時期
大约在公元前4世纪左右，凯尔特人迁入该地区，取代伊利里亚人成为当地的主要居民。前2世纪，当地出现诺里孔王国(Noricum)。

### 羅馬帝國時期（前16－378）
前16年，罗马帝国征服诺里孔，在多瑙河以南建立诺里孔行省，并在东西分别建立潘诺尼亚行省和拉埃提亞行省。属于日耳曼人的夸迪人(Quadi)和马可曼尼人占据多瑙河以北的土地。

### 匈人時期（378－453）
378年，西哥特人击败罗马军队，入据奥地利，但很快南下，使得奥地利地区被匈人占据。453年，匈人首領阿提拉死后，帝国被日耳曼人推翻。属于日耳曼族的格庇第人占据这块土地。

### 日耳曼人時期（453－907）
567年，阿瓦尔人进犯奥地利，同伦巴底人一道击败格庇第人。之后，阿瓦尔人在恩斯河以东的奥地利建立统治，引入臣属于其的斯洛文尼亚人（斯拉夫人一支）。7世纪，斯洛文尼亚人摆脱阿瓦尔人统治，建立卡兰塔尼亚公国。
这段时期内，恩斯河以西一直是日耳曼巴伐利亚人的天下。739年，萨尔茨堡主教区建立，奥地利全境基督教化。745年，卡兰塔尼亚为抵抗阿瓦尔人的威胁，接受巴伐利亚的保护，改称卡林西亚公国。788年，查理曼征服巴伐利亚，791年到805年，他又征服阿瓦尔人，在该地设立若干“马克”（边区）。843年，查理曼帝国崩溃，这些马克归属东法兰克王国。
907年，马扎尔人在普雷斯堡击败巴伐利亚军队，占领各马克。

## 中期（神圣罗马帝国時期、962－1806）
955年，德意志国王奥托一世在莱希菲尔德战役中击败马扎尔人，收复各边区。962年，奥托加冕为皇帝，建立神圣罗马帝国。
奥地利地区自此归属並且統帥整個神圣罗马帝国，直到其于1806年神聖羅馬帝國解體。

### 巴本堡時期（976－1246）
976年，奥托二世在多瑙河南岸恩斯河和维也纳森林之间建立东方马克（marchiaorientalis），将其封与巴本堡的利奥波德一世，附属于巴伐利亚公国，另在原卡兰塔尼亚地区成立大卡林西亚公国，后该国很快分裂成一系列小国。
987年，阿达尔贝特击败匈牙利军队，将领地向东扩张到莱塔河，该河遂成为后世奥、匈两地分界线。此后，德国人大量迁入，使得当地最终德语化。而东方马克之名也为古高地德语译名Ostarrîchi逐渐取代（该词首先出现于皇帝奥托三世签发于996年的敕文之中），之后，又逐渐音转为今日奥地利之名Österreichs。
1156年，皇帝“红胡子”腓特烈一世将奥地利马克升格为奥地利公国，脱离巴伐利亚管制，授予其小特权，并将东方马克之西直到因河的土地封赐予奥地利。奥地利公国迁都于罗马人创建的文多波纳城，将其改名为维也纳。1192年，根据乔治堡和约（GeorgenbergPact），奥地利吞并施蒂里亚。1229年，利奥波德六世又获得卡尔尼奥拉的大部分领地，成为神圣罗马帝国中的强大诸侯国。
但是，在1246年，腓特烈二世在同匈牙利作战时阵亡，未留儿子，其女婿巴登的赫尔曼六世也未能稳固自身的统治。

### 奧托卡二世時期（1251－1278）
1251年，波希米亚国王普什米塞·奥托卡二世夺取奥地利，领地北起易北河，南抵亚得里亚海，一跃成为中欧强权之一。
1274年，普什米塞·奥托卡二世在争夺神圣罗马帝国皇位的斗争中失败，哈布斯堡家族的鲁道夫一世在选举中获胜。普什米塞·奥托卡二世拒绝做效忠宣誓，遭到鲁道夫联合德意志诸侯对其讨伐。1276年，普什米塞·奥托卡二世被迫放弃奥地利，1278年8月26日，普什米塞·奥托卡二世在杜恩克鲁特战役中与鲁道夫展开决战，兵败身死。自此，奥地利落入哈布斯堡家族手中。

### 哈布斯堡時期（1278－1918）

#### 中衰時期（1308－1335）
1282年，鲁道夫将奥地利和施蒂里亚封给自己的两个儿子，将卡林西亚和卡尔尼奥拉另封他人。1283年，二子之一的阿尔布雷希特一世成为唯一的统治者。1298年，阿尔布雷希特一世当选罗马人民的国王，将奥地利领地交与其子鲁道夫三世掌管。1308年，他被其侄士瓦本的约翰刺杀，其子腓特烈三世被巴伐利亚的路易四世击败，丢失神圣罗马帝国的皇位和除奥地利之外的所有领地，成为普通诸侯。
1335年，奥地利公爵再次获得卡林西亚和卡尔尼奥拉。1363年，提罗尔并入奥地利，今日奥地利疆域初步形成。1382年，奥地利获得的里雅斯特，取得亚得里亚海的出海口。在1379年、1396年、1411年，哈布斯堡家族各继承者多次签订条约瓜分领地，将领地最终一分为三：下奥地利、内奥地利和上奥地利。

#### 過渡時期（1438－1516）

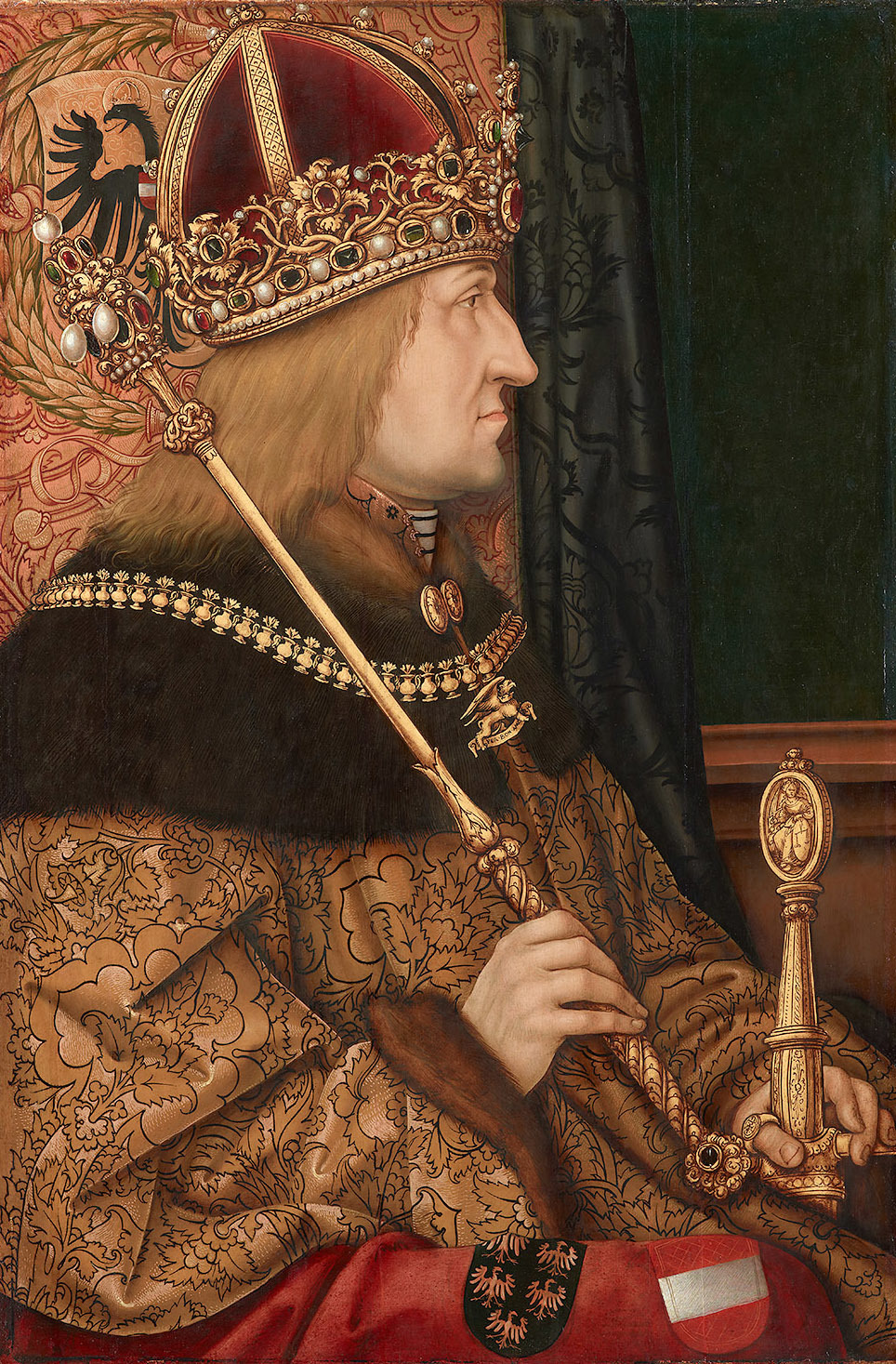
腓特烈三世

1438年，下奥地利的阿尔布雷希特五世自其岳父西吉斯蒙德之处继承神圣罗马帝国皇位以及匈牙利和波希米亚的王位，称阿尔布雷希特二世。自此除1742年至1745年之间外，皇位再未落出哈布斯堡家族之手。
1439年，阿尔布雷希特猝逝于军中，内奥地利的腓特烈三世继承其皇位，并成为其遗腹子拉迪斯劳斯的监护人，成功地使这个孩子先後继承匈牙利和波希米亚的王位。1457年，拉迪斯劳斯早逝。经过激烈的争夺，匈牙利贵族匈雅提·馬加什于1463年獲得匈牙利的王位，他并且于1485年佔領下奥地利，迁都维也纳。
1477年，腓特烈三世设法安排其子马克西米连与勃艮第公国公爵大膽的查理的惟一繼承人玛丽联姻，获得勃艮第的全部领地。1490年，匈牙利国王马提亚逝世，马克西米连收复下奥地利和维也纳，统一哈布斯堡家族领地。1491年，他与波西米亞兼匈牙利国王亚盖隆家族的拉迪斯劳斯二世达成协议，如果他没有直系男性后代，则由哈布斯堡家族成员继承其领地。
1493年，腓特烈三世去世，马克西米连继位成为皇帝。1494年，他再娶米兰女继承人为妻，将势力渗入意大利。这招致法国国王查理八世率军入侵意大利。马克西米连遂与教皇、西班牙、威尼斯和米兰结成神圣同盟，对抗法国和奥斯曼帝国的同盟。1496年，西班牙女继承人疯女胡安娜与马克西米连之子菲利普联姻。1516年，二人之子查理登基成为西班牙（共治）国王。同年，查理之弟斐迪南迎娶波西米亞兼匈牙利国王路易之妹，确立两国王位继承人的身份。

#### 封建最多时期（1519－1554）

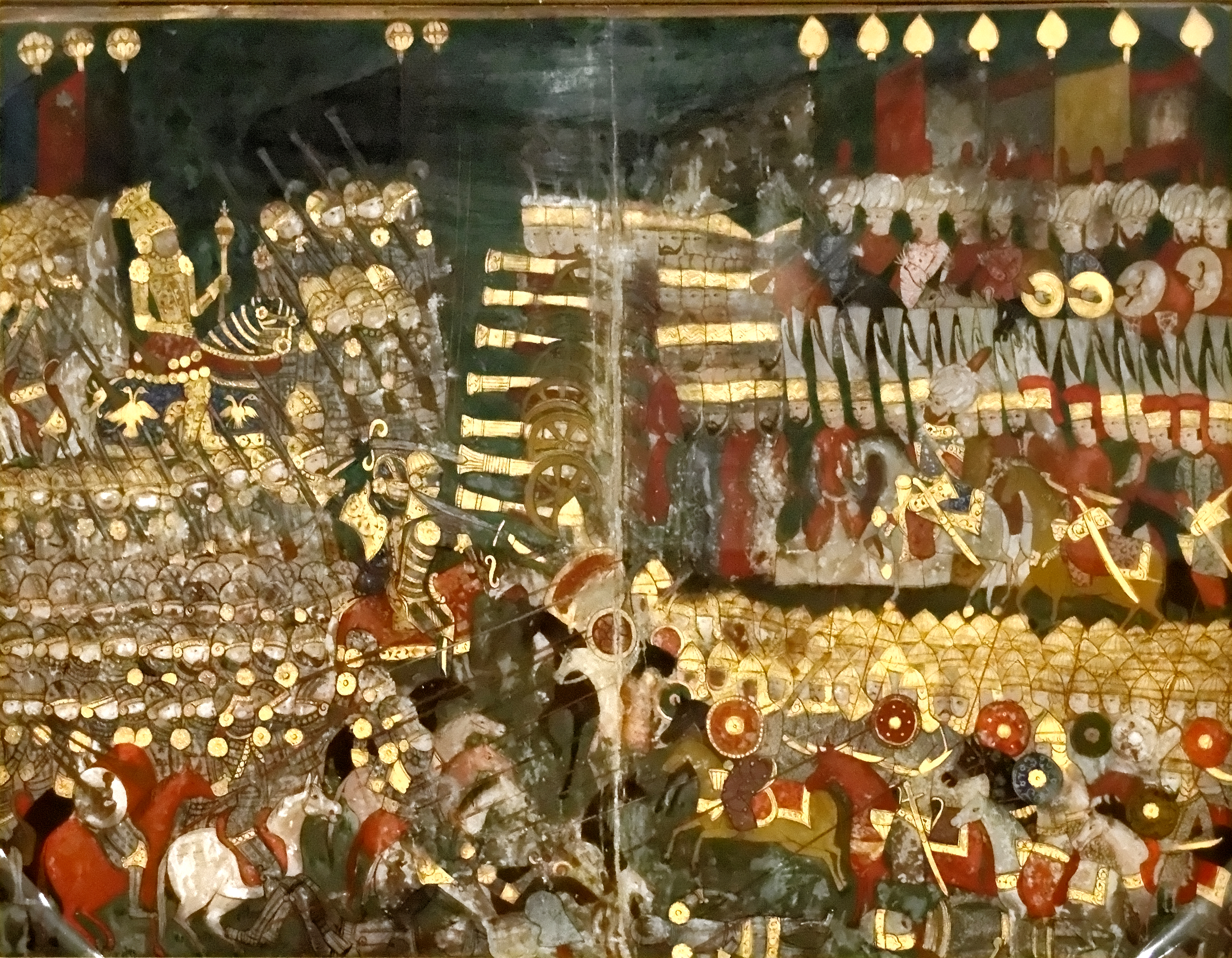
1526年第一次摩哈赤戰役畫像

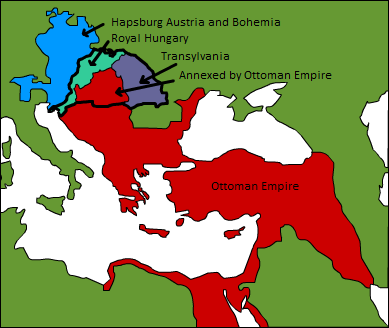
1526年後匈牙利領土的瓜分
皇家匈牙利
特兰西瓦尼亚
奥斯曼帝国
哈布斯堡奧地利

1519年，查理登上所有哈布斯堡家族领地的君主宝座，此时，他是西班牙的卡洛斯一世、神圣罗马帝国卡尔五世、西西里的卡洛二世、那不勒斯的卡洛四世，尼德兰和西属美洲的统治者，以及其他许多小国的君主（在其中一些国家他名义上与其母胡安娜女王共治，但胡安娜因为被疑精神失常，一直被关在一家修道院里直到1555年驾崩，对政局几无影响）。他无愧为当时欧洲最为强大的封建领主。1522年，查理将奥地利诸邦以及家族在北意大利的领地分给其弟斐迪南。查理在1556年退位時，把神聖羅馬帝國皇帝的名號傳給斐迪南。哈布斯堡家族分为西班牙哈布斯堡家族和奥地利哈布斯堡家族。
1526年，在第一次摩哈赤战役中，拉约什二世阵亡。斐迪南立刻根据先前的协定继承波西米亞王位，并与奥斯曼帝国支持的约翰·扎波利亚展开匈牙利王位争夺战。1529年和1532年，奥斯曼帝国苏丹苏里曼一世两次围攻维也纳。1544年，奥土达成协议，匈牙利分为三部分，西部由奥地利统治，中部由土耳其统治，扎波利亚之子日格蒙德则成为土耳其庇护下自治的特兰西瓦尼亚君主。
1554年，斐迪南又将奥地利领地一分为三：奥地利、提罗尔和施蒂里亚，交给三个儿子。

### 奧地利哈布斯堡時期（1556－1740）
1556年，查理五世退位，斐迪南一世正式繼承奧地利大公與神聖羅馬帝國的帝位，開啟奧地利哈布斯堡家族的統治。

#### 三十年戰爭（1618－1648）和哈布斯堡家族之挫敗
1517年，德國天主教教士馬丁·路德因不滿羅馬教廷的贖罪券政策，發起宗教改革。自當時的馬西米連一世開始，歷任哈布斯堡君主都對基督新教都採取容忍政策，因此新教得以在德國廣播，而且傳到奧地利哈布斯堡家族治下的波希米亞。但由於君主的容忍新教，哈布斯堡君主一直被選為波希米亞國王。
但帝國局勢在1617年急轉直下，狂熱天主教徒斐迪南二世，繼承他的表哥，成為奧地利大公和神聖羅馬皇帝。但他對新教的零容忍政策，導致他落選波希米亞國王。為奪回王位，斐迪南決定征服波希米亞，但反促成神聖羅馬帝國內的新教諸侯結盟援助波希米亞，更導致帝國週邊的新教國家丹麥和瑞典入侵哈布斯堡家族領地。而改信新教的荷蘭反西班牙的獨立運動的加劇，和後期信奉天主教的法國加入反哈布斯堡聯軍，使情況雪上加霜。
雖然波希米亞叛軍和丹麥王軍被哈布斯堡皇軍打敗，但與瑞典和法國的戰事一直僵持。因此，斐迪南二世將波希米亞王位讓與兒子斐迪南三世，以紓解當地民憤。當斐迪南二世逝世後（1637年），斐迪南三世立即與各國議和，終於在1648年簽訂威斯特伐利亚和约。
三十年戰爭雖然削弱神聖羅馬帝國對內各邦國的控制，使帝國陷入四分五裂的諸侯自立狀態；但是，戰爭期間，奧地利與波西米亞的新教徒都被肅清與「感化」成天主教徒；戰後哈布斯堡又強化自身領地的控制力，維持一支五萬人的常備軍，並在奧地利、波西米亞與西里西亞等地區都建立絕對君主制（專制君權）。因此三十年戰爭只是使神聖羅馬帝國衰落崩解，實際上反而強化皇帝的本體實力。所以1648年後，只能說它擴展皇權的計畫挫敗，不能說它因此中衰。

#### 本體國力的強化（1637－1687）
從1637年登基的皇帝斐迪南三世，到1658年繼位的利奧波德一世（1658-1705年在位），兩位皇帝都以各種方式，馴服自家的領地上的貴族地主。皇帝勒令農民每週三天，替貴族地主作白工，鼓勵貴族地主將大量農產品賣出獲利，換取奧地利與波西米亞貴族對君王的效忠。這個方式獲得極大的成功，貴族地主因此向君王（兩位皇帝）交出原本的政治特權，任由哈布斯堡家族，掌控主要的立法與收稅大權。絕對君主制因此穩定地扎根在哈布斯堡領地上，並且越扎越深。
雖然因為匈牙利貴族的強力反抗，使得貴族特權被大量保留，但是哈布斯堡皇帝在優秀將領拉依蒙多·蒙特庫科利的幫助下，先在1661-1664年於匈牙利抵擋住奧斯曼帝國的十二萬進攻並獲得勝利，與土耳其簽訂和約、承認土耳其對外西凡尼亞的宗主權，強化奧地利對匈牙利的控制力量；然後藉由1683年維也納之戰後，與波蘭聯手打敗奧斯曼帝國的威勢，在1687年征服並統一大部分的匈牙利，極大地擴張哈布斯堡的領土，並拉開哈布斯堡「中興」的序幕。

#### 中興與顛峰（1687－1733）
藉由薩伏依之歐根親王（天才將領與偉大政治家）的幫助，奧地利在1687年迎來中興與顛峰時期。歐根親王正如奧地利的許多官員一樣，根本不是奧地利人；依照出身和教育來分類，他實際上是法國人，並且和當時許多貴族一樣，都曾在各國服務任官，是國際性的貴族官僚。最重要的是，他其實是現代奧地利的國家創始人。
歐根親王在1690年代越發受到皇帝利奧波德一世的重用，擔任軍事行政長官與統帥時，都表現出傑出的才能。他採用太陽王路易十四的規劃辦法，改革奧地利軍隊的供應、裝備、訓練和指揮，因此在1697年與土耳其作戰時，贏得森塔戰役（BattleofZenta）的輝煌勝利，迫使奧斯曼帝國在1699年的卡尔洛夫齐条约上，正式割讓匈牙利、外西凡尼亞和克羅埃西亞給哈布斯堡。

#### 西班牙王位繼承戰爭（1701－1714）

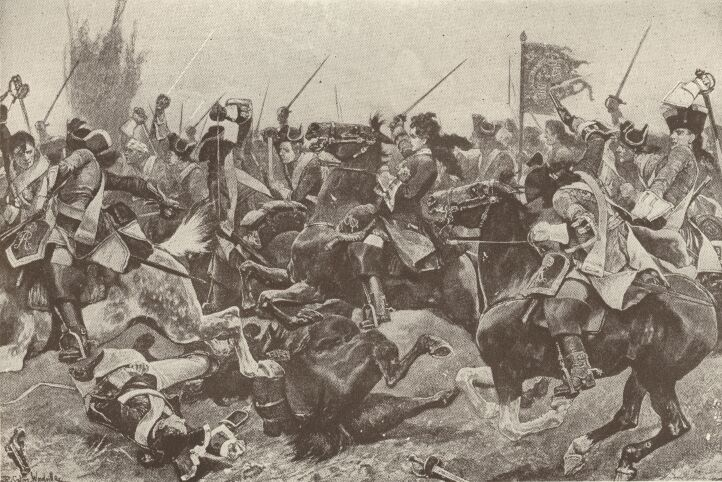
1709年7月，法国在马尔普拉凱之战中战败。但胜利一方的约翰·丘吉尔和欧根亲王也承受相当大的伤亡，反法同盟內部開始出現議和的意見。

因為1700年西班牙哈布斯堡家族絕嗣，法兰西王国的波旁家族與奧地利哈布斯堡家族，為爭奪西班牙王国王位，而在1701-1704年發生歐洲大部份國家參與的西班牙王位繼承戰爭。奧地利與強權英國與荷蘭聯手，決定摧毀法王路易十四稱霸歐洲的野心和霸權。
這場反法戰爭，由奧地利主帥歐根親王、英荷聯軍主帥約翰·丘吉爾，以及荷蘭大議長安東尼·海因斯三人所主導。三位軍政領袖，組成團結有力的三角同盟，最終在1713-1714年打垮路易十四的野心。結束戰爭的烏得勒支和約規定，雖然西班牙王位由波旁家族所繼承，但是西班牙在歐洲的廣大領土，包括南尼德兰与意大利之米蘭、那不勒斯等，幾乎都割讓給皇帝，使皇帝的領地與人口擴張一倍，成為歐陸最大的贏家。新獲得的土地不但可以对法国之兩側重新形成遏制，而且不论是在神聖羅馬帝國内部还是欧洲舞台上，皇帝的威望都極大的增长。

#### 巔峰與下坡（1713－1739）
1713年烏得勒支和約簽訂後的二十年間（1713-1733年），奧地利迎來歷史上最強盛的顛峰期，此後奧地利再也沒有這樣的強盛國勢。因為這二十年中，西歐與東歐的主要強國剛打完死傷慘重、元氣大傷的大戰（西歐西班牙王位繼承戰爭、東歐是大北方戰爭），因此出現的歐洲權力真空，就由中興的奧地利暫時填補。
在皇帝查理六世的統治下，歐根親王於1716年重新發動對土耳其的攻勢，並取得輝煌的勝利。1718年在與奧斯曼帝國簽署的帕薩洛維茨條約中，查理六世獲得塞爾維亞和瓦拉幾亞的部分領土。
1720年，查理六世藉由奧、法、荷、英的四國同盟，共同壓制敵對的西班牙（四國同盟戰爭）；並威逼薩伏依的國王，強迫他用富庶的西西里島，和查理六世交換次等的薩丁尼亞島。得到西西里的奧地利，處於人口與領土擴張的極限，但好運很快就用完。此時奧地利國勢發展到顛峰，但也意味著即將到來的國勢下滑，下坡路很快就來到奧地利面前。
在查理六世晚年时，因為東、西歐強國的元氣恢復，奥地利的国力又趋于下降。1733年，奥地利在波兰王位继承战争中，因為缺乏過去強大的盟友英國與荷蘭支持（當時英國首相羅伯特·沃波爾力主和平政策，並拉攏荷蘭一同保持中立），面臨殘酷的失败，即使善戰的歐根親王領軍，也無法阻擋法國與西班牙的聯軍與外交攻勢（由法王路易十五的宰相弗勒里紅衣主教主導）。查理六世被迫在1738年的维也纳条约里将在西班牙王位继承战争中获得的西西里和那不勒斯交还西班牙国王卡洛斯三世，以换取帕尔马和皮亚琴察两个公国；奧地利也被迫承認法國取得洛林公國，默認法國重建其歐洲第一的霸權。
在1737年至1739年与奥斯曼帝国爆发的第二次战争中，查理六世雖然繼續和俄羅斯的聯盟以對抗奧斯曼，但因為歐根親王在去年過世（1736年），奧軍遭到決定性的败北，结果失去他在上一次战争（1716-1718的奧土戰爭）中所夺取的大部分领土。這場敗戰導致巨大的債務（十萬佛羅林）和普遍的不滿，維也納對各地的統治開始出現搖搖欲墜的徵兆。

#### 奧地利王位繼承戰爭（1740－1748）
1713年10月20日，查理六世擔心自己沒有男性子裔，再加上他的兄長——約瑟夫一世都無男性子裔，於是預制《1713國事遺詔》。遺詔內容大致如下：
- 在查理逝世後，奧地利大公、波希米亞和匈牙利國王以及哈布斯堡家族首領之位，由他的長子/女繼承
- 至於神聖羅馬帝位，由於不准女性繼承，若查理沒有兒子，他的長女婿弗朗茨將成為帝位繼承人

洛林家族與哈布斯堡家族的關係十分密切，哈布斯堡君主斐迪南三世將其中一位女兒艾林諾公主，許配與當時的洛林公爵卡爾·利奧波德，他們倆便是洛林公爵弗朗茨（後來的「法蘭茲一世」皇帝）的祖父母。查理六世在他的長女瑪麗亞·特蕾莎公主出生後，便將洛林公爵的次子弗朗茨（其長兄不幸夭折）帶到維也納，與瑪麗亞·特蕾莎一起長大，並於1736年結婚。
1740年，查理六世去世。法國，西班牙，普魯士，巴伐利亞和薩克森以不承認《1713國事遺詔》為由，發動奧地利王位繼承戰爭。而瑪麗亞·特蕾莎和弗朗茨在法國的宿敵，英國和荷蘭支持下，迎戰各國。普魯士率先於1740年12月16日入侵哈布斯堡領地西里西亞。其後，法國，巴伐利亞和薩克森的援軍更將戰火波及到整個波希米亞和意大利部分地區。普魯士，巴伐利亞和薩克森極力協助瑪麗亞·特蕾莎的表姐夫，巴伐利亞帝選侯卡爾登上神聖羅馬帝位（是為卡爾七世）更加劇雙方的緊張。
情況在戰爭初期，對哈布斯堡家族很不利。在1744年底，整個西里西亞地區、大部分的波希米亞和意大利，都陷入反哈布斯堡聯軍的手中，而哈布斯堡家族更失去神聖羅馬帝位，亦即是失去免被德意志諸侯攻擊的皇家特權。
1745年1月20日，卡爾七世的逝世，成為整場奧地利王位繼承戰爭的轉捩點。在此以前，薩克森倒戈支持哈布斯堡家族，並派出代表與奧地利，英國和荷蘭的君主代表於1月8日在華沙密會，組成四國同盟。從此哈布斯堡家族逐步收復失地。首先是英國於1745年4月29日在北美發動對法屬路易斯堡的圍攻，並於同年6月16日攻下城堡，牽制法國的力量，而荷蘭和英國在西印度群島和拉丁美洲海岸挑起的衝突，更令西班牙頭痛。其後是同年9月13日，瑪麗亞·特蕾莎的夫婿弗朗茨當選神聖羅馬皇帝，開啟哈布斯堡-洛林家族。
但反哈布斯堡同盟也有成功的攻勢，如法軍成功入侵孟加拉灣和奧屬尼德蘭，使得雙方陷入拉鉅狀態。而俄羅斯與奧地利的結盟和瑞典保持中立，更令普魯士腹背受敵，轉為防禦。此時，奧屬尼德蘭成為主要戰場。莫里斯·薩克森公爵指揮的法軍雖多次戰勝奧、英聯軍，並攻占奧屬尼德蘭，但在意大利北部和海上的戰鬥中失利。由於知悉俄國援軍即將抵達奧屬尼德蘭，法軍決定與英、奧議和。
最後，英荷奧法於1748年10月18日簽定《亞琛和約》，承認弗朗茨皇帝、瑪麗亞·特蕾莎皇后及他們的後裔對哈布斯堡家族領地的繼承權，但是要承認普魯士對西里西亞的領有。

## 法国大革命

### 奥地利帝国

欧洲-1814

1804年5月18日，法國第一執政拿破崙稱帝。有鑑於此，在拿破崙稱帝三個月後的8月11日，弗朗茨宣佈提昇奧地利大公國為奧地利帝國，自稱為奧地利皇帝。

### 维也纳会议
隨著長期法國戰爭的結束，歐洲需要新的秩序，歐洲國家元首齊聚維也納，對歐洲的未來進行長時間的討論，儘管這次代表大會實際上是在拿破崙試圖返回之前的1814年9月召開的。於1815年6月9日竣工，即滑鐵盧戰役前九天。拿破崙戰爭結束後，奧地利發現自己作為新的歐洲領導人處於勝利的一方，這在很大程度上要歸功於梅特涅的外交技巧。這既是真正的代表大會，也是大國代表的盛大社交活動，由梅特涅主持。其目的是從拿破崙戰爭的混亂中恢復歐洲新秩序。雖然奧地利是外交領導者，但軍事勝利主要是俄羅斯和普魯士在英國和西班牙的幫助下取得的，奧地利對1815年6月18日在滑鐵盧最終擊敗拿破崙沒有什麼貢獻。梅特涅的目的是在神聖羅馬帝國的廢墟上建立一個新的實體，即由奧地利領導的德意志聯邦，在歐洲建立權力平衡。
由此產生的命令被稱為歐洲協調一致，現在將定期舉行會議以解決懸而未決的分歧。除了重新繪製政治版圖外，它還確立了勢力範圍。擔任這個新實體的主席是奧地利從國會中獲得的最大收穫。代表大會無法做到的是恢復奧地利和哈布斯堡王朝所依賴的舊秩序或舊政權。在新秩序中，奧地利、俄羅斯和普魯士之間建立了神聖聯盟。該範圍隨後擴大到包括大多數歐洲國家。值得注意的例外是英國和奧斯曼帝國，英國對梅特涅的鎮壓甘預主義策略持謹慎態度。在歐洲版圖的重新繪製中，與俄羅斯和普魯士相比，奧地利的收益不大，反映出其談判地位相對較弱。奧地利收復了被拿破崙佔領的西部大部分領土（蒂羅爾、薩爾斯堡和福拉爾貝格）。在義大利，它獲得了倫巴第-威尼斯王國、托斯卡納、摩德納、帕爾馬和皮亞琴察王國。後者的政治實體由哈布斯堡王朝的各個分支統治。然而，它並沒有收復比利時和奧屬尼德蘭，但領土貿易恢復了約瑟夫二世所設想的連續領土，並使奧地利控制了義大利。法蘭西斯皇帝不願意適應這種新秩序，要求梅特涅採取外交手段，將其描述為保守的浪漫主義、宗教和秩序，與1789年的革命精神相對立。因此，神聖聯盟成為對抗任何違反合法秩序的行動的機制。梅特涅因此被描繪成歐洲的消防員，撲滅任何革命精神的跡象。由此產生的和平為奧地利的改革和繁榮提供了機會，但其在快速變化的歐洲內實行的落後政策為最終的失敗埋下了伏筆。

## 19世纪
1848年3月，维也纳爆发起义，推翻梅特涅政府，迫使奥皇改组内阁，召开立宪会议。新政府实行的“宪政”未能满足人民要求，5月维也纳市民连续举行起义，奥皇出逃。10月6日，维也纳市民再次起义，奥皇再次出逃。后孤立无援，10月31日被镇压。同时，帝国境内的波西米亞和匈牙利也爆发革命，但是取得部分政权后，与皇室妥协，转而反对革命。6月，政府镇压布拉格起义。随之镇压匈牙利革命。

### 奥匈妥协
1867年，弗朗茨·約瑟夫一世與匈牙利妥協，奧地利帝國改革為奧匈帝國。
1878年，奧匈帝國兼併波士尼亞。
1914年，第一次世界大戰。
1918年，奧匈帝國解體。

## 战间期

### 德奥合并
儘管《凡爾賽條約》和《聖日耳曼條約》都明確禁止奧地利和德國的統一，但奧地利本土的希特勒在1930年代末期大肆吞併奧地利，遭到奧地利許士尼格獨裁政權的強烈抵制。1938年初，衝突不斷升級，總理舒施尼格宣佈於3月9日就此議題舉行公投，投票將於3月13日舉行。3月12日，德國軍隊進入奧地利，奧地利迎來了慶祝的人群，以任命納粹傀儡阿瑟·賽斯-因夸特為總理。隨著納粹政府的建立，該國現已併入納粹德國，並更名為“奥斯特马克」（Ostmark），直到1942年再次更名為“阿爾卑斯和多瑙河大区”（德語：Alpen-und Donau-Reichsgaue）。4月10日舉行的一次被操縱的全民投票被用來證明所謂的吞併批准，其中99.73％的多數支持吞併。
伺候奧地利不再作為一個獨立國家存在。這次吞併是透過軍事入侵實施的，但大部分奧地利民眾支持納粹政權，許多奧地利人參與了其罪行。猶太人、共產黨人、社會主義者和敵對政客被送往集中營、被謀殺或被迫流放。
1945年3月28日戰爭即將結束，美國軍隊踏上奧地利土地，兩天後蘇聯紅軍越過東部邊境，於4月13日占領維也納。美國和英國軍隊佔領了西部和南部地區，阻止了蘇聯軍隊完全蹂躪和控制該國。

## 现代

### 盟军占领
根據溫斯頓邱吉爾的計劃，將成立一個包括奧地利和巴伐利亞在內的南德國家。然而，1945年4月，奧地利元老政治家卡爾·倫納宣布奧地利與其他德語國家分離，並建立了一個包括社會主義者、保守派和共產主義者在內的政府。其中相當一部分人是從流亡或納粹拘留中返回的，因此在納粹政府中沒有任何作用。這有助於盟軍將奧地利更多地視為一個解放的國家，而不是戰敗的國家，該政府於當年晚些時候得到了盟軍的承認。該國自1945年5月9日起被盟軍佔領，根據1945年7月4日協議成立的奧地利盟軍委員會，該國被劃分為分別由美國、英國、法國和蘇聯軍隊人員佔領的區域，維也納也被佔領。同樣分為四個部分，其中一個國際區位於其中心。
儘管處於佔領之下，奧地利政府根據1946年6月28日的協議，經四個佔領國批准，正式獲準開展對外關係。作為這一趨勢的一部分，奧地利是多瑙河委員會的創始成員之一，該委員會是1948年8月18日成立。奧地利將從馬歇爾計畫中受益，但經濟復甦緩慢。
與不同政治團體之間有時發生暴力衝突的第一共和國不同，第二共和國成為一個穩定的民主國家。兩個最大的主要政黨基督教民主奧地利人民黨(ÖVP)和社會民主黨(SPÖ)一直保持在ÖVP領導的聯盟中，直到1966年。奧地利共產黨(KPÖ)幾乎沒有任何支持在奧地利選民中，他一直留在聯合政府至1950年，並留在議會至1959年選舉。對第二共和國的大部分地區來說，唯一的反對黨是奧地利自由黨（FPÖ），其中包括德國民族主義和自由主義政治流派。它成立於1955年，是短暫的獨立聯合會(VdU)的後繼組織。
1945-46年，美國透過美國陸軍、聯合國救濟和恢復管理局(UNRRA)以及私人組織的美國匯款歐洲合作社(CARE)提供的緊急食品供應來應對飢餓。從1947年開始，它為奧地利的貿易赤字提供資金。大規模的馬歇爾計畫援助始於1948年，並與奧地利政府密切合作。然而，當從未加入北約的奧地利沒有資格參與美國重新軍備開支的調整時，緊張局勢出現了。美國也成功地幫助奧地利流行文化採用美國模式。例如，在新聞業，它派遣了數百名專家（並控制了新聞紙），關閉了舊的黨派報紙，引入了廣告和通訊服務，並培訓了記者和編輯以及生產工人。它創辦了《維也納信使報》並廣受歡迎，也創辦了《美國醫學新聞》等許多雜誌，向醫生介紹新的治療方法和藥物。美國人也徹底改造了廣播電台，部分目的是對抗蘇聯控制的電台。美國專家在更大範圍內實現了教育體系的現代化和民主化。

### 冷战发展
兩大黨致力於結束盟軍佔領並恢復完全獨立的奧地利。1955年5月15日簽署了《奧地利國家條約》。盟軍佔領結束後，奧地利被宣佈為中立國，並於1955年10月26日將永久中立寫入憲法。
第二共和國的政治制度以Proporz制度為特徵，這意味著具有某種政治重要性的職位由SPÖ和ÖVP成員平均分配。具有強制性成員資格的利益團體代表（例如，工人、商人、農民等）變得相當重要，並且通常在立法過程中進行協商，因此幾乎沒有任何不反映廣泛共識的立法得到通過。即使在1966年至1983年間，當存在非聯合政府時，Proporz和共識體係基本上保持不變。
1966年，ÖVP-SPÖ聯盟結束，當時ÖVP在議會中獲得多數席次。然而，它在1970年失去了它，當時社會黨領導人布魯諾·克賴斯基組建了一個受到自由黨容忍的少數政府。在1971年、1975年和1979年的選舉中，他獲得了絕對多數。1970年代被視為社會政策自由主義改革的時期。如今，克賴斯基時代的經濟政策經常受到批評，因為巨額國債開始積累，非營利的國有化工業得到大力補貼。
在1983年選舉中慘敗後，社會黨與弗雷德·西諾瓦茨領導的自由黨結盟。1986年春，庫爾特·瓦爾德海姆因可能參與納粹並在二戰期間犯下戰爭罪行，在國內和國際的強烈抗議中當選總統。弗萊德·西諾瓦茨辭職，弗朗茨·弗拉尼茨基出任總理。
1986年9月，在德國民族派和自由派之間的對抗中，約爾格·海德爾成為自由黨領導人。總理弗拉尼茨基廢除了自由黨和社會黨之間的聯盟協議，並在新的選舉後與當時由阿洛伊斯·莫克領導的國家人民黨組成聯盟。約爾格·海德爾的民粹主義和對普羅波爾茲制度的批評使他逐漸擴大了黨在選舉中的支持率，從1983年的4%上升到1999年的27%。綠黨從1986年開始在議會中站穩了腳步。
1999年，加入歐元區。
2006年10月1日，国民议会选举举行。奥地利内政部公布，议会183个席位中社民党占68席，人民党66席，奥地利自由党21席，奥地利绿党20席，未来奥地利联盟8席。2007年1月11日，由社民党和人民党组成的联邦政府宣誓就职，总理为阿尔弗雷德·古森鲍尔。